# George Don
George Don (17. května 1798 Doo Hillock, Forfarshire – 25. února 1856 Kensington, Londýn) byl skotský botanik.

## Život a kariéra
Jeho otcem byl George Don starší, superintendant botanických zahrad v Edinburghu, bratr David Don byl také botanik.
Od roku 1816 pracoval pro zahrady v Chelsea. V roce 1821 odcestoval z pověření Royal Horticultural Society do Brazílie, Západní Indie a na Sierra Leone, kde sbíral rostliny.

## Dílo
- A general history of the dichlamydeous plants …
- A General System of Gardening and Botany